# Guillermo Bauer
Guillermo Bauer (nacido como Wilhelm Bauer) fue un empresario alemán, importador y propietario del primer molino harinero que existió en la América. Fundador de la localidad de Bauer y Sigel y otras colonias en la provincia de Santa Fe en donde organizó asentamientos alemanes, es reconocido por su vida abocada a la caridad y a la beneficencia en el país.

## Biografía
Hijo de Philipp Bauer y Catharina Uhlmann, nació el 17 de febrero de 1844 en Berg, Stuttgart, Alemania como Georg Philipp Wilhelm Bauer. En Argentina, contrajo matrimonio con la alemana María Elisa Sigel, nacida el 18 de diciembre de 1851 en Weilheim-Kirchheim, Baden-Württemberg.
En 1859, el gobierno provincial de Santa Fe de Antonio Gaspoz autorizó el primer molino en la Colonia San Carlos, una floreciente localidad recién fundada el año anterior en las cercanías del Arroyo Colastiné.
En 1885 fue inaugurado el tren, lo que permitiría transportar el producto al puerto de Rosario para su comercialización. Fue entonces que Guillermo Bauer y Juan Siegel, también alemán, instalaron el primer molino harinero de la Argentina y esperaban tener 8 molinos trabajando antes de 1890. 
Bauer fue premiado por el gobernador local, Luciano Leiva, por haber donado su producción al servicio de los pobres a lo largo de su vida y por haber contribuido con dinero directo para estimular el crecimiento del área local. 
Luego de haber contribuido a la salud de mucha gente y haber entregado su vida a la beneficencia del resto de los argentinos desinteresandamente, Guillermo Bauer fue galardonado por un medio reprográfico en Rosario e incluso llegó a entrevistarse con el Papa León XIII, quien quedó impresionado por su calidez.
A comienzos del 1900 Guillermo fue declarado el Santo Patrono de los reprográficos y aún se le rinden honores en muchos comercios.
Guillermo Bauer falleció el 26 de abril de 1912 en Argentina.
- Datos: Q5616123